# Palacio Pineda
El Palacio Pineda es un edificio neoclásico situado en la plaza del Carmen número 4 de la ciudad de Valencia, construido en 1728.

## Origen del nombre
El actual nombre es Palacio Pineda o Palacio del Intendente Pineda. Se debe a que fue la residencia del Intendente General de los Reinos de Valencia y Murcia, y también Justicia Mayor de la ciudad, don Francisco Salvador de Pineda, el propietario.

## Historia
Fue construido entre los años 1728 y 1733. Lo mandó construir Francisco Salvador de Pineda, primer propietario de la casa, casado con Francisca de Paula Negrete y, como encargado que era de la recaudación de impuestos, malversó los fondos para construir este palacio, por lo que fue apartado de su cargo y alejado de nuestra ciudad sin que ello supusiera pena accesoria alguna.
En 1902 los Padres Maristas se instalaron en el edificio. En 1918 fue comprado por la Congregación de Hermanas del Sagrado Corazón de Jesús y de los Santos Ángeles (las Angélicas). En el transcurso de esos años el Palacio de Pineda fue un convento-residencia en el que vivían no sólo ancianas, sino también mujeres que por estudios o trabajo se desplazaban hasta Valencia y no tenían donde alojarse.
El lugar contaba con capacidad para acoger a unas 60 personas. Durante la Guerra Civil el edificio apenas sufrió desperfectos; la riada de 1957 perjudicó seriamente el edificio. En 1980 el palacio fue adquirido por la Generalidad Valenciana y en 1992 fue restaurado. Las obras de restauración fueron llevadas a cabo entre 1990 y 1992 por Vicente González Móstoles y Alejandro Pons Romaní.

## Estructura y estilo
La fachada neoclásica se compone de dos pisos de balcones, construida con ladrillo de tonalidad rojiza. Se caracteriza por su simetría, flanqueada por dos pequeñas torres, y en cuyo centro se halla una puerta adintelada sobre la que se sitúa el escudo de armas de los Pineda. El escudo actualmente está muy dañado, aunque aún se puede distinguir la fecha de 1732, el supuesto año de fundación del edificio. También destaca la leyenda escrita en la filacteria del escudo, con el cargo y el nombre del titular.
La planta del edificio es aproximadamente rectangular, cuyas medidas son de 23 x 34 metros. Consta de zaguán, entresuelo, dos pisos y ático. También cuenta con un jardín trasero, construido posteriormente, que actualmente es la terraza de la cafetería. El edificio ha sufrido varias reformas durante su historia, como los cambios en la tabiquería para la adecuación de su uso como colegio, y como la torreta adosada de la fachada trasera.
En la zona ajardinada del exterior del palacio se encuentra una escultura del pintor Joan de Joanes.

## Uso actual
En la actualidad el Palacio de Pineda dispone de aulas y salas de reuniones, utilizadas habitualmente por las entidades que en él tienen su sede pero también a disposición de cualquier departamento de la Generalidad Valenciana, así como de otras entidades públicas o privadas que lo soliciten para actividades de carácter formativo o institucional, de interés general y sin ánimo de lucro.
En la actualidad en él tiene su sede administrativa y formativa dos entidades con gran prestigio en ese ámbito, la Universidad Internacional Menéndez Pelayo y el Institut Valencià d'Administració Pública